# شهر سینگونیانگشان
شهر سینگونیانگشان (به لاتین: Siguniangshan Town) یک شهرک در جمهوری خلق چین است که در شهرستان شائوجین واقع شده‌است. شهر سینگونیانگشان ۴۸۰ کیلومتر مربع مساحت و ۲٬۸۹۳ نفر جمعیت دارد و ۳٬۱۶۰ متر بالاتر از سطح دریا واقع شده‌است.